# Laichstätt
Laichstätt ist ein Gemeindeteil der Kreisstadt Cham im Landkreis Cham im Regierungsbezirk Oberpfalz in Ostbayern. 

## Geographie
Das Dorf liegt zwischen den Naturschutzgebieten Letten-Angerweiher und Rötelseeweiher im Tal des Flusses Regen.
Laichstätt liegt zwischen Cham und Pösing, mitten im Naturschutzgebiet, besser bekannt als Regentalaue, das stetig ausgebaut wird. Bis vor einigen Jahrzehnten gab es in der Ortsflur unzählige Weiher. Der Name stammt daher, dass die Fische in den anliegenden Weihern ihren Laich ablegten.
Aktuell hat Laichstätt 60 Häuser und 220 Einwohner. Laichstätt ist immer noch um 30 Häuser erweiterbar, mehr Häuser können wegen des umgebenden Naturschutzgebietes nicht gebaut werden.

## Tourismus
Der ausgebaute Rötelseeweiher mit zahlreichen seltenen Vogel- und anderen Tierarten ist Ziel von Natur- und Vogelfreunden. Der Fluss Regen, der nahe Bad Kötzting vom Schwarzen und Weißen Regen gebildet wird, hat Anlegestellen für Kanu- oder Kajak-Fahrer.
Der Ort liegt am Wanderweg „Pandurensteig“ und am „Regental Radweg“.